# Туризм в Якутии
Туризм в Якутии — часть туризма в России на территории Республики Саха (Якутия).

## Развитие туризма в Якутии
В 1965 году был образован Якутский областной совет по туризму и экскурсиям.
В начале Перестройки из-за интереса иностранных граждан получил развитие въездной туризм. В это время отмечалось до 1 800 прибытий в год, но далее поток сократился до 60 прибытий. После спада въездного туристического потока вновь начал возрастать объём и в 2002 году Якутию посетило 530 въездных туристов. Наибольшее количество было из Японии, Германии, США, Швейцарии, Франции.
В 2003 году было принято Постановление Правительства Республики Саха (Якутия) от 20 ноября 2003 года № 718 «О Концепции развития туризма в Республике Саха (Якутия)».
В 2009 году было принято Постановление Правительства Республики Саха (Якутия) от 27 мая 2009 года № 236 «О Стратегии развития туристской индустрии в Республике Саха (Якутия) до 2025 года и О Концепции создания особой экономической зоны туристско-рекреационного типа в Республике Саха (Якутия)».
В 2011 году в систему мероприятий Федеральной целевой программы «Развитие внутреннего и въездного туризма Российской Федерации (2011—2018 годы)» была включена реализация туристско-рекреационного кластера «Северная Мозаика», с целью создания опорной базы устойчивого развития внутреннего и въездного туризма на основе природно-климатических и этнокультурных особенностей циркумполярных цивилизаций.
В 2015 году был создан национальный туристско-информационный центр «Якутия», который продвигает туризм в республике через национальный туристический портал Russia.travel, зарубежные офисы «Visit Russia», а также продает через ассоциацию туроператоров России 3 туристских продукта: «Гостеприимная Якутия. Праздник Ысыах — якутский новый год», «Удивительная Якутия», «Удивительная Якутия с посещением песчаных дюн», утвержденных комитетом по импортозамещению для массовых продаж через ведущих туристических операторов. Также в 2015 году между Правительством Республики Саха (Якутия) и Федеральным агентством по туризму подписан План совместных действий по реализации Соглашения в сфере туризма, который направлен на создание туристской инфраструктуры и продвижение туристских продуктов.
С 2016 года Якутия участвует в проекте Федерального агентства по туризму «Общенациональная система подготовки и повышения квалификации специалистов индустрии туризма», в рамках которой проводится как очное, так и дистанционное обучение. Также в 2016 году представители республики стали победителями профессионального конкурса Министерства культуры Российской Федерации «Лучший в профессии индустрии туризма» в номинациях «Лучший работник службы приема и размещения гостиницы/иного средства размещения» и «Лучший менеджер по въездному и внутреннему туризму».
В 2017 году был издан Указ Главы Республики Саха (Якутия) от 15 декабря 2017 года № 2279 «О государственной программе Республики Саха (Якутия) „Развитие креативной экономики и туризма в Республике Саха (Якутия) на 2018—2022 годы“».
- Национальный парк «Ленские столбы»
- Якутск, туристический комплекс «Царство вечной мерзлоты»
- Ленский историко-архитектурный музей-заповедник «Дружба»

## Характеристика отрасли
Рынок внутреннего туризма в Якутии имеет сезонный характер. В конце зимы — начале весны возрастает потребительский спрос на программы выходного дня, с посещением туристических объектов в окрестностях Якутска и прилегающих улусах. пик приходится на конец марта. Летний сезон — наиболее массовый на внутреннем туристском рынке, во время которого городские жители приобретают круизные и иные туристические программы на реке Лене и другие реках республики. Пик приходится на июль и начало августа. 70 % туристского потока приходится на летние месяцы, по 10 % приходится на весну, осень и зиму.
Главной проблемой, тормозящей развитие туристской отрасли является низкая транспортная доступность. Изолированность транспортных сетей Якутии от единой транспортной сети Российской Федерации и высокие тарифы на авиационные перевозки делают республику труднодоступной для массовых туристов. Многие популярные туристические объекты и события Якутии недоступны большинству потенциальных посетителей из-за дальности расположения. Более 85 % территории Якутии доступны исключительно с использованием сезонных видов транспорта, перспективные места для спортивного, охотничьего и рыболовного туризма доступны только при перелете вертолетом. В связи с этим туризм более развит в центральных районах.
Несмотря на это туристическая отрасль развивается и в 2010-х годах прирост составлял 10-15 % ежегодно. В 2015 году республику посетило 148 тысяч российских туристов и около пяти тысяч иностранных туристов, основной поток которых прибыл из Азиатско-Тихоокеанского региона.
По состоянию на 2016 год в Якутии работало 12 туристических операторов, в сфере туризма работало 225 предприятий: ресторанов, гостиничных комплексов, центров отдыха.
По состоянию на декабрь 2018 года туристско-информационный центр «Якутия», который является подведомственным ведомством министерства предпринимательства, торговли и туризма Республики Саха (Якутия) и разрабатывает туристический бренд республики и маркетинговую программу для его продвижения предлагал туристам более 80 туристических продуктов.
Наиболее развитым по инфраструктуре и природным достопримечательностям является Хангаласский улус.

## Виды туризма в Якутии

### Экологический туризм
Для любителей рыбалки путешествие по Якутии представляет определённый интерес, так как водоёмы республики имеют рыбные ресурсы богатые как по количеству, так и по разнообразию видов рыбы с высокими вкусовыми качествами, имеются ценные и нетипичные для других регионов виды. В реках водятся нельма, омуль, чир, таймень, щука и сиг, в горных озёрах — красная рыба, мальма, налим и хариус.
Особо охраняемые природные территории занимают около трети площади Якутии и являются привлекательными объектами для горного туризма, спортивной охоты, любительской рыбалки, пейзажной фотографии, сплавов и других видов отдыха. Министерство охраны природы Республики Саха (Якутии) развивает и поддерживает детско-юношеский познавательный туризм и рекреацию на особо охраняемых природных территориях. Ежегодно образовательные учреждения, улусные инспекции, комитеты охраны природы и государственные инспектора особо охраняемых природных территориях совместно организовывают летний отдых учащихся школ. При этом ведется просветительская работа, так государственные инспектора особо охраняемых природных территорий сопровождают отдыхающих, разъясняют правила нахождения на ООПТ, проводят инструктажи по безопасному обращению с огнем в лесах.
Популярными среди туристов являются Национальный парк «Ленские столбы» (Объект всемирного наследия ЮНЕСКО с 2012 года), священные горы Кигиляхи, полюс холода Оймякон, Харама Хайата, река Амма, Мамонтовая гора, Булуус, Улахан Тарын, сплавы по рекам Буотама, Амга, Синяя, Восточная Хандыга, рыбалка на реке Лена с заходами в горные реки Лямпушка, Дянышка, Ундюлюнг, Мэнкэрэ, Уэель-Сиктях.
В Оймяконе средняя температура в январе составляет минус 61 градус, самая низкая зафиксированная температура составила минус 71,2 градуса. Участникам экспедиции на полюс холода выдаются сертификаты о посещении.

### Событийный туризм
Самым посещаемым событием является национальный праздник «Ысыах», на который ежегодно съезжаются более 150 тысяч человек, из них более 800 иностранных туристов. На данном мероприятии туристы могут ознакомиться с культурными, культовыми, кулинарными и спортивными традициями якутов. Популярность мероприятия у туристов обусловлена тем, что он проводится в летний период и рядом с Якутском — столицей республики.
Также туристов привлекает эвенкийский праздник встречи нового года Бакалдын.
Фестиваль «Зима начинается с Якутии!» является одним из ключевых мероприятий событийного туризма и направлен на закрепление брендов, связанных с климатическими особенностями республики — зимой, вечной мерзлотой, полюсом холода в Оймяконе. С 2012 года фестиваль проводится ежегодно. На зажжение первой официальной новогодней ёлки России из Великого Устюга приезжает Дед Мороз и принимает из рук воплощения Якутского Властелина холода Чысхаана символ холода. В рамках фестиваля проводится международный конкурс снежных и ледовых скульптур «Бриллианты Якутии». Команды из двух человек соревнуются в номинациях «Ледовая скульптура» и «Снежная скульптура». Их работы оценивает жюри из представителей Союза художников России и Союза художников Якутии, мастеров международного уровня, а также профессиональных художников и скульпторов. Также в рамках фестиваля проводятся гастрономический фестиваль «Вкус Якутии» и праздник «Строганина», конкурс детского творчества «Бриллиантовые нотки», спортивные состязания по северному многоборью «Игры народов Севера», подлёдная рыбалка, «Заплыв моржей», выставка-ярмарка меховой одежды «Тепло Якутии», фестиваль кулинарного мастерства «Путешествие за вкусом» и другие мероприятия. На гастрономическом фестивале «Вкус Якутии» посетители могут продегустировать повседневные, праздничные и обрядовые блюда блюда якутской кухни, народов Сибири, Арктики и Дальнего Востока, которые являются частью культуры и этнических традиций. Представлены блюда из оленины, говядины, жеребятины, традиционные блюда из рыбы и строганина. В работе фестиваля участвуют эксперты Федерации рестораторов России.
Кроме того, среди мероприятий событийного туризма Якутии можно выделить международные спортивные игры «Дети Азии», событийный тур «Бриллиантовая неделя Якутии», фестиваль «Полюс Холода», спартакиаду по национальным видам спорта «Игры Манчаары».
В 2016 году ряд мероприятий получили национальную премию «Russian Event Awards», которая является отраслевой наградой и присуждается по итогам открытого конкурса проектов за достижения в области развития индустрии событийного туризма. Фестиваль «Зима начинается в Якутии» стал победителем в номинации «Туристическое событие по популяризации народных традиций и промыслов», гастрономический фестиваль «Вкус Якутии» стал победителем в номинации «Туристическое событие в области гастрономического туризма», фестиваль «Бриллиантовые нотки» победил в номинации «Детское туристическое событие».

### Этнокультурный туризм
В Якутии этнокультурный туризм представлен следующими видами: этноностальгическим, эколого-этнографическим, этноантропологическим, этнособытийным, этносакральным и этнокруизным.
С культурой народов Якутии туристы могут познакомиться в этнографических комплексах «Усадьба Атласовых», «Чочур-Муран», «Ямщицкая деревня Еланка», музее под открытым небом «Дружба», а также в краеведческих музеях, в оленеводческих хозяйствах и во время национальных праздников «Ысыах», «Бакалдын», «Синилгэн».
В Хангаласском улусе расположен масштабный культурно-этнографический комплекс «Орто-Дойду», на территории которого находятся древние традиционные постройки — урасы, смотровая площадка, тотем улуса, композиция в виде древнего якутского спиралевидного календаря. «Орто-Дойду» находится на территории исторически обрядовой местности, на которой ежегодно в конце июня проводится главный национальный праздник якутов Ысыах.
Якутский государственный объединенный музей истории и культуры народов Севера им. Ем. Ярославского — старейший музей Дальневосточного федерального округа России, который содержит более 100 тысяч музейных предметов. За время существования музея его посетило более четырёх с половиной миллионов человек.
На территории Черкехского мемориального музея «Якутская политическая ссылка» в архитектурно-этнографической зоне собраны якутские жилые и хозяйственные постройки, воссозданы памятники деревянного зодчества, которые были собраны на территории Таттинского, Чурапчинского и Мегино-Кангаласского улусов.

### Промышленный туризм
Одним из первых продуктов промышленного туризма в Дальневосточном регионе стал событийный тур «Бриллиантовая неделя Якутии», который ежегодно проводится в начале сентября с 2012 года.
Одним из объектов промышленного туризма является кимберлитовая трубка «Мир» — один из самых больших в мире карьеров по добыче алмазов. Глубина карьера 525 метров, диаметр — 1,2 километра. Кроме осмотра карьера существует возможность участия в экскурсии на Мирнинском горно-обогатительном комбинате и в центре сортировки алмазов, которые проводятся по заявкам от туристических организаций, заверенных службой безопасности завода, а также посещения историко-производственного музея алмазной компании АЛРОСА и музея кимберлитов имени Джемса Саврасова.
В Алданском историко-краеведческом музее собраны материалы о развитии золотой промышленности, также туристические организации с разрешения генерального директора и службы безопасности имеют возможность посетить золотодобывающий комбинат «Алданзолото».
- Кимберлитовая трубка «Мир»
- Музей истории изучения вечной мерзлоты, Институт мерзлотоведения СО РАН